# Djelloul Marbrook
Djelloul Marbrook, né le 12 août 1934 à Alger et mort le 23 novembre 2024, est un poète américain et écrivain contemporain anglophone.

## Biographie
Il grandit à Brooklyn, West Islip et Manhattan, où il fréquente l'école préparatoire Dwight et l'université Columbia. Il travaille d'abord comme marchand de boissons, vendeur de journaux, coursier, concessionnaire de théâtre et de boites de nuit, et sert dans la marine américaine et la marine marchande avant de commencer sa carrière en tant que journaliste et reporter pour Le Providence Journal et aussi rédacteur en chef pour Elmira Star-Gazette, Baltimore Sun, Winston-Salem Journal et Sentinel, le Washington Star et les journaux Media News dans le nord-est de l'Ohio, et Paterson (New Jersey) et Passaic (New Jersey).
Parallèlement, il écrit des poèmes, essais et nouvelles qui sont publiés dans un grand nombre de revues.

## Œuvres
- Far From Algers (Loin d'Alger) publié en 2008 par Kent State University Press[3], lauréat du prix de poésie Stan et Tom Wick de 2007 et du prix international du livre 2010 en poésie), explore les sentiments profonds du poète de ne pas appartenir à la famille et au pays.
- Brushstrokes and Glances[4] (Coups de pinceaux et reflets) publié en 2010, par Deerbrook Editions en Maine, USA.
- Saraceno[5] (Sarrasin) publié en 2012 par Bliss Plot Press.
- Guest Boy[6] publié en 2012 par Mira Publishing House, Royaume-Uni.
- Brash Ice[7] (Barrière de sarrasins) publié en 2014 par Leaky Boot Press.
- Mean Bastards Making Nice publié en 2014 par Leaky Book Press.
- Shadow of the Heron[8] publié en 2016 par Coda Crab Books.,

## Prix et récompenses
- Far from Algiers (2008, Kent State University Press) a remporté le prix de poésie Stan et Tom Wick de 2007 et le prix international du livre 2010 en poésie.
- Artists Hill (un extrait de Crowds of One, 2e livre de la trilogie Guest Boy) a remporté le prix Literal Latte fiction en 2008.